# Veľké Revištia
Veľké Revištia – wieś (obec) na Słowacji położona w kraju koszyckim, w powiecie Sobrance. Pierwsze wzmianki o miejscowości pochodzą z 1335 roku.
Według danych z dnia 31 grudnia 2012 roku, wieś zamieszkiwały 534 osoby, w tym 268 kobiet i 266 mężczyzn.
W 2001 roku rozkład populacji względem narodowości i przynależności etnicznej wyglądał następująco:
- Słowacy – 98,69%
- Czesi – 0,56%
- Rusini – 0,19%
- Węgrzy – 0,19%

Ze względu na wyznawaną religię struktura mieszkańców kształtowała się w 2001 roku następująco:
- Katolicy rzymscy – 52,35%
- Grekokatolicy – 19,32%
- Ewangelicy – 2,06%
- Prawosławni – 7,13%
- Ateiści – 2,44%
- Nie podano – 0,56%